# Lythria
Lythria är ett släkte av fjärilar som beskrevs av Jacob Hübner 1823. Lythria ingår i familjen mätare.

## Dottertaxa tillLythria, i alfabetisk ordning[1][2]
- Lythria abstinentaria
- Lythria aucta
- Lythria bifasciata
- Lythria bimaculata
- Lythria colorata
- Lythria communiaria
- Lythria comuniaria
- Lythria confluefasciata
- Lythria confluens
- Lythria conjuncta
- Lythria conjunctiva
- Lythria conspersata
- Mindre purpurmätare Lythria cruentaria
- Lythria cruentata
- Lythria deceptoria
- Lythria defasciata
- Lythria demaisoni
- Lythria depuncta
- Lythria depurpurata
- Lythria duplicata
- Lythria effusata
- Lythria extremaria
- Lythria fumata
- Lythria furcaria
- Lythria gawerdowskaja
- Lythria grisearia
- Lythria griseofasciata
- Lythria griseolineata
- Lythria griseovittata
- Lythria hilariata
- Lythria hypermaculata
- Lythria interrupta
- Lythria latevittata
- Lythria latifasciata
- Lythria lutearia
- Lythria mediovacans
- Lythria meresi
- Lythria mocsaryi
- Lythria monofasciata
- Lythria nigricans
- Lythria nigricaria
- Lythria numantiaria
- Lythria ochrofasciata
- Lythria ornata
- Lythria plumularia
- Lythria porphyraria
- Lythria posticilinearia
- Lythria pseudosuffusa
- Lythria pseudotypica
- Lythria pulveraria
- Lythria pulverata
- Lythria purpuraria
- Lythria purpurascens
- Lythria purpurata
- Lythria rheticaria
- Lythria rotaria
- Lythria ruberrima
- Lythria rubrilinearia
- Lythria rubrior
- Lythria rubrovittata
- Lythria rufataria
- Lythria ruginaria
- Lythria sanguinaria
- Lythria sarmatica
- Lythria schumanni
- Lythria semipurpurata
- Lythria signaria
- Lythria sordidaria
- Lythria staudingeri
- Lythria suffusa
- Lythria tangens
- Lythria tenuifasciata
- Lythria tenuivittata
- Lythria totirubra
- Lythria translinearia
- Lythria triangulata
- Lythria tridentata
- Lythria trifasciata
- Lythria trifurca
- Lythria trilinearia
- Lythria trilineata
- Lythria tristrigata
- Lythria unicolora
- Lythria unifascia
- Lythria unimaculata
- Lythria venustata
- Lythria vernalis

## Bildgalleri

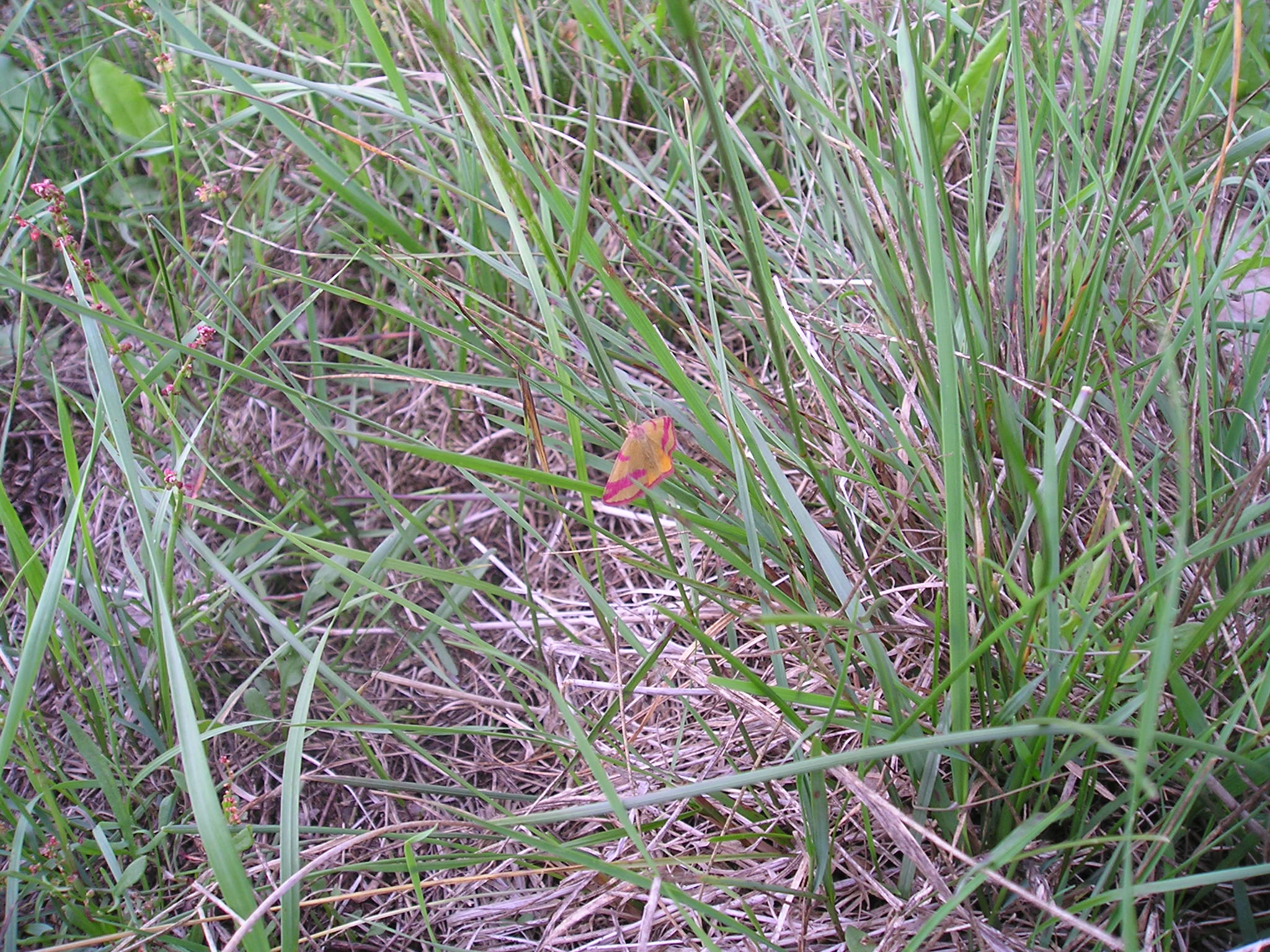
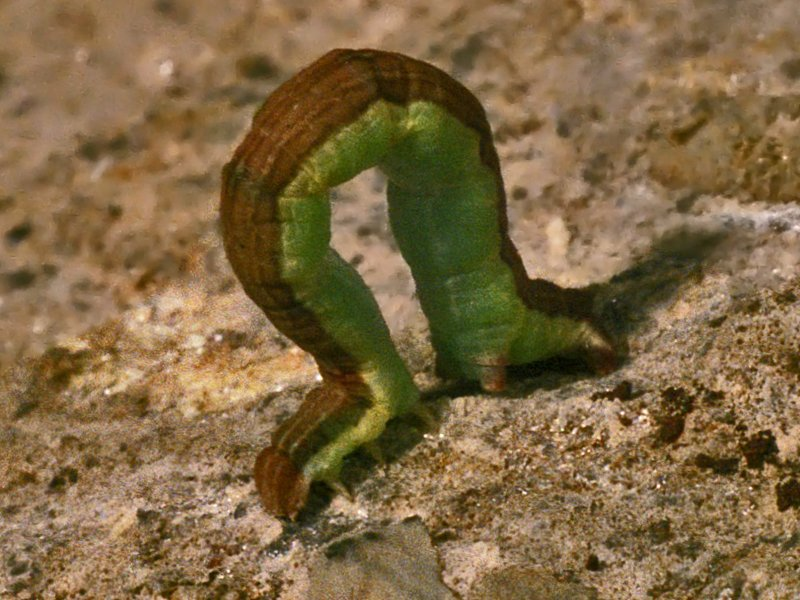
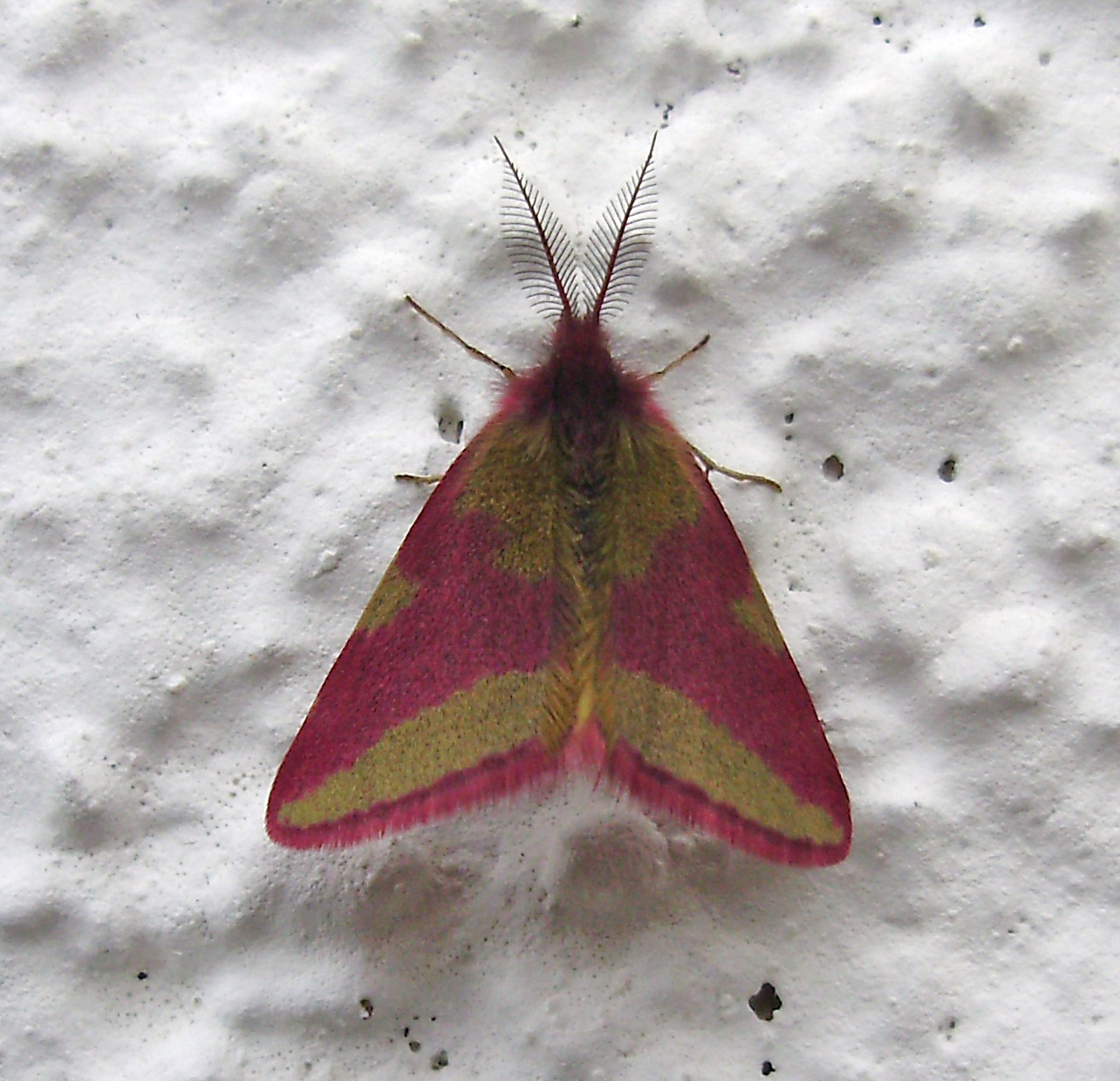
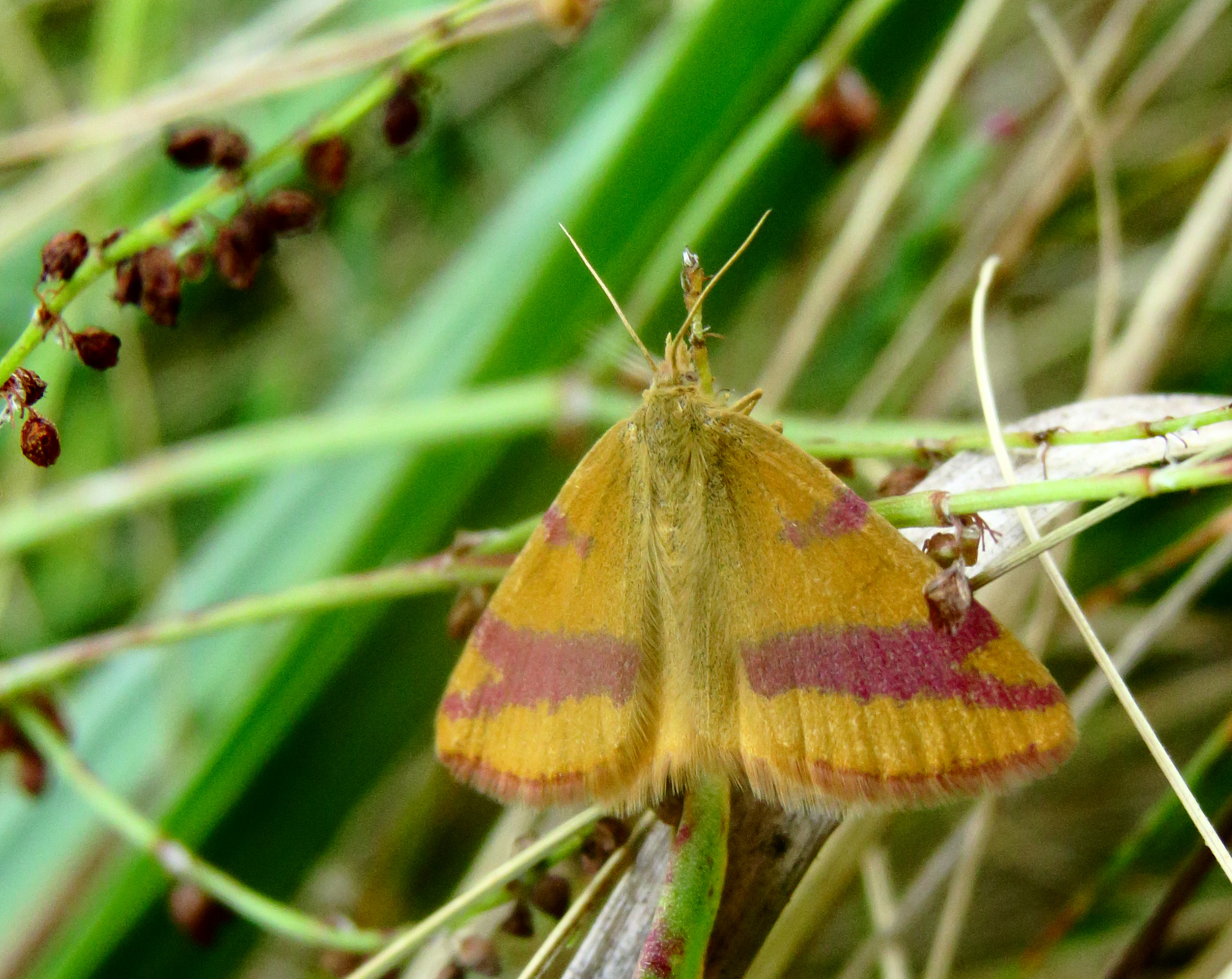
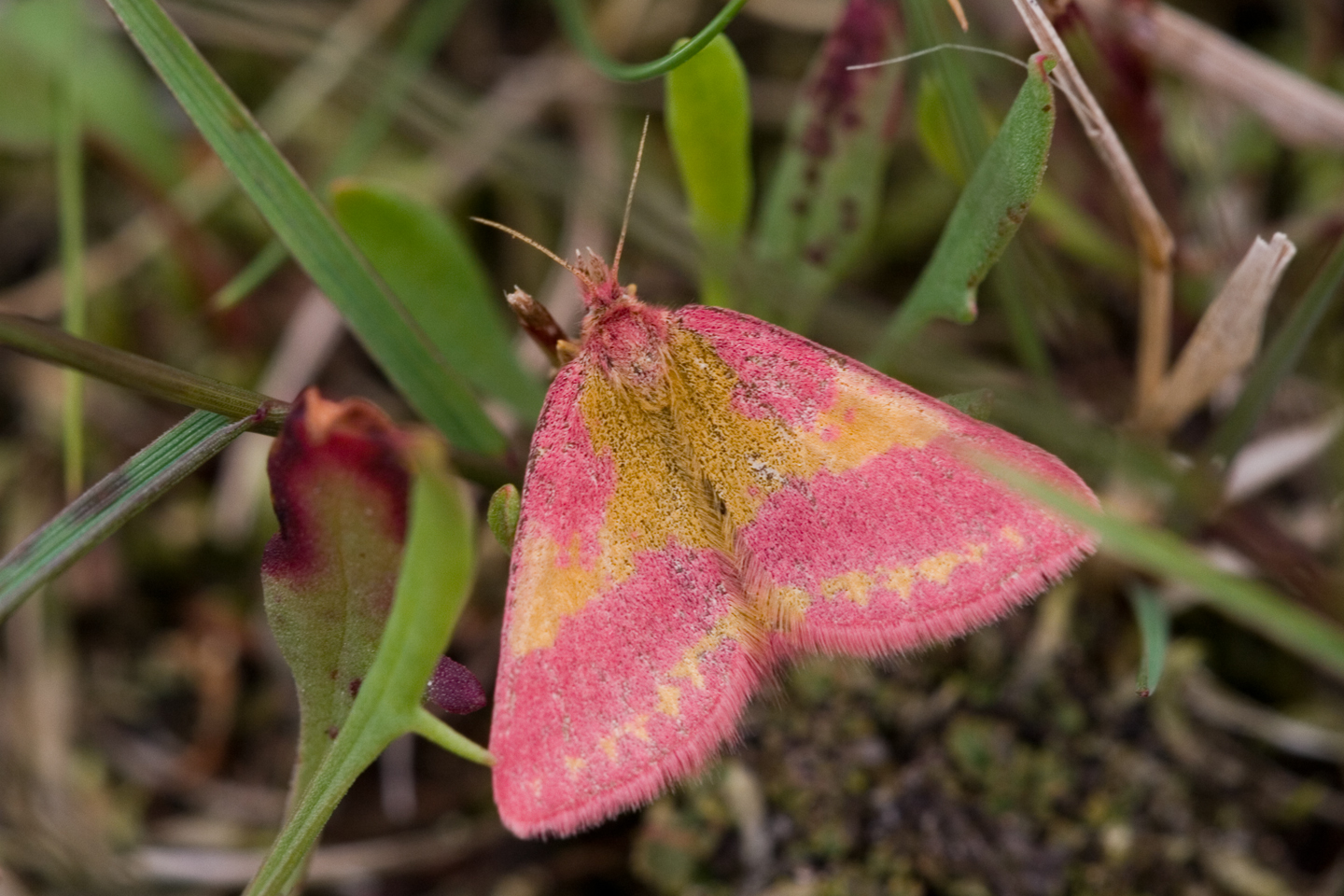
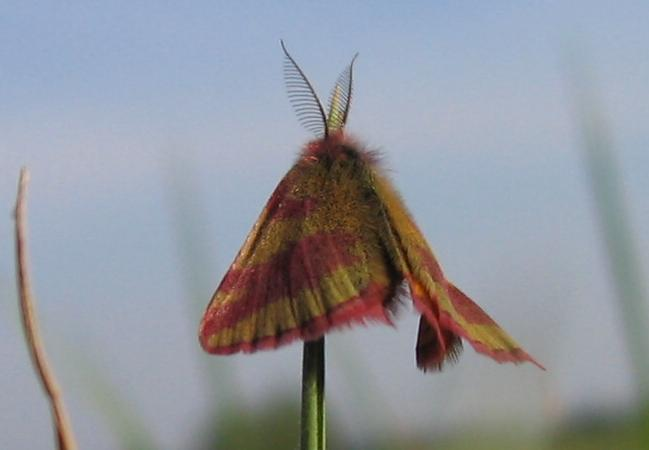